# مارتا مارتیانووا
مارتا مارتیانووا (روسی: Марта Валерьевна Мартьянова؛ زادهٔ ۱ دسامبر ۱۹۹۸) شمشیرباز اهل روسیه است.